# Hypena squamea
Hypena squamea är en fjärilsart som beskrevs av George Francis Hampson 1891. Hypena squamea ingår i släktet Hypena och familjen nattflyn. Inga underarter finns listade i Catalogue of Life.